# Urs Kryenbühl
Urs Kryenbühl (ur. 28 stycznia 1994) – szwajcarski narciarz alpejski.

## Kariera
Po raz pierwszy na arenie międzynarodowej pojawił się 24 listopada 2009 roku w Davos, gdzie w zawodach FIS w gigancie zajął 58. miejsce. W 2014 roku wystąpił na mistrzostwach świata juniorów w Jasnej, gdzie zajął między innymi czwarte miejsce w zjeździe.
W zawodach Pucharu Świata zadebiutował 28 grudnia 2014 roku w Santa Caterina, gdzie zajął 25. miejsce w zjeździe. Tym samym już w debiucie zdobył pierwsze pucharowe punkty. Na podium zawodów tego cyklu po raz pierwszy stanął 5 lat później, 28 grudnia 2019 roku w Bormio, zajmując drugie miejsce w tej samej konkurencji. Rozdzielił tam Włocha Dominika Parisa i swego rodaka, Beata Feuza.
Podczas zjazdu w Kitzbühel 22 stycznia 2021 roku Szwajcar upadł po skoku, w wyniku czego doznał wstrząśnienia mózgu, złamał obojczyk oraz zerwał więzadło w prawym kolanie.

## Osiągnięcia

### Mistrzostwa świata juniorów
| Miejsce | Dzień     | Rok  | Miejscowość | Konkurencja     | Czas biegu | Strata | Zwycięzca                |
| ------- | --------- | ---- | ----------- | --------------- | ---------- | ------ | ------------------------ |
| 14.     | 26 lutego | 2014 | Jasná       | Superkombinacja | 2:21,69    | +1,22  | Matteo De Vettori        |
| 18.     | 26 lutego | 2014 | Jasná       | Supergigant     | 1:30,63    | +1,50  | Marco Schwarz            |
| 4.      | 2 marca   | 2014 | Jasná       | Zjazd           | 1:17,31    | +0,33  | Adrian Smiseth Sejersted |
| DNF1    | 4 marca   | 2014 | Jasná       | Gigant          | 2:03,14    | -      | Henrik Kristoffersen     |

### Puchar Świata

#### Miejsca w klasyfikacji generalnej
- sezon 2014/2015: 142.
- sezon 2015/2016: 147.
- sezon 2016/2017: 111.
- sezon 2017/2018: 101.
- sezon 2018/2019: 105.
- sezon 2019/2020: 64.
- sezon 2020/2021: 44.
- sezon 2021/2022: 81.

#### Miejsca na podium w zawodach
1. Bormio – 28 grudnia 2019 (zjazd) – 2. miejsce
2. Val d’Isère – 13 grudnia 2020 (zjazd) – 3. miejsce
3. Bormio – 30 grudnia 2020 (zjazd) – 3. miejsce